# Atom Egoyan

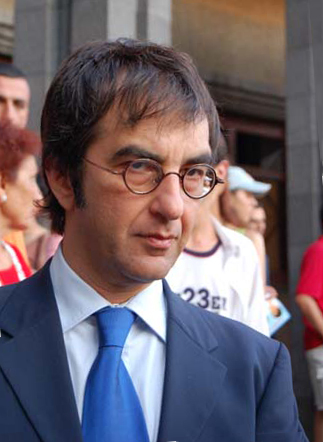
Atom Egoyan

Atom Egoyan, född 19 juli 1960 i Kairo, Egypten, är en egyptiskt-armenisk filmregissör bosatt i Kanada. 

## Biografi
Egoyan föddes i Kairo och växte upp i Victoria, British Columbia. I tonåren blev han intresserad av att läsa och skriva pjäser, och influerades av bland andra Samuel Beckett och Harold Pinter. Han tog examen vid Trinity College vid University of Toronto. Egoyan är nu bosatt i Toronto med sin fru, skådespelaren Arsinée Khanjian, som medverkar i många av hans filmer, och deras son Arshile.
Egoyan har regisserat ett dussin långfilmer, flera TV-program och några kortare filmer. Hans tidigare filmer var baserade på egna manus. Egoyans filmer följer ofta icke-linjära berättelsestrukturer, där händelser visas i annan ordning än den kronologiska för att väcka särskilda känslomässiga reaktioner från publiken genom att undanhålla viss viktig information. 
Hans genombrottsfilm, på 1980-talet, var Family viewing. Filmen var en skildring av en familj i uppbrott, med en far som spelar in sina egna porrfilmer och en son som förtvivlat hänger kvar vid sin döende mormor. Senare gjorde han Den gode mannen (The Adjuster) och Ararat. Hans tidigare filmer var ganska särpräglade och byggde på hans egna manus. Hans första film efter annans förlaga, Ljuva morgondag, som blev en kommersiell framgång och nominerades till två Oscar, och den följande Felicias resa var mer mainstream. Med filmen Ararat gjorde han åter en intrikat uppbyggd och personligt utformad film, som till stor del handlar om det armeniska folkmordet. Ararat vann priset som bästa kanadensiska film vid Genie Awards 2003. Han anknöt till sitt armeniska ursprung även i filmen Kalendern, som handlar om en exilarmenisk fotograf som åker till Armenien för att fotografera gamla kyrkor. 
1999 mottog han Kanadas högsta civila utmärkelse Order of Canada.

## Filmografi i urval
- 1984 – Next of Kin
- 1987 – Family Viewing
- 1989 – Speaking Parts
- 1991 – Den gode mannen
- 1993 – Kalendern
- 1994 – Exotica
- 1997 – Ljuva morgondag
- 1999 – Felicias resa
- 2000 – Krapp's Last Tape (TV-film)
- 2002 – Ararat
- 2005 – Sanna lögner
- 2013 – Devil's Knot